# Catocala naganoi
Catocala nagioides là một loài bướm đêm thuộc họ Erebidae. Nó được tìm thấy ở Nhật Bản và miền đông Nga.

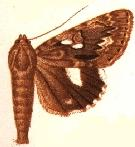
Hình minh họa

Sải cánh khoảng 25 mm.